# 船岡山
船岡山（ふなおかやま）是日本京都府京都市北區的山峰。標高112公尺。

## 概要
位在京都市北區紫野北舟岡町，標高112m。平安時代中期以降，作為葬送地、處刑場使用。中世以後，成為戰略要地而建築船岡山城，遺構現已整備為建勳神社和船岡山公園。